# 400-km-Rennen von Bridgehampton 1962, 1. Rennen

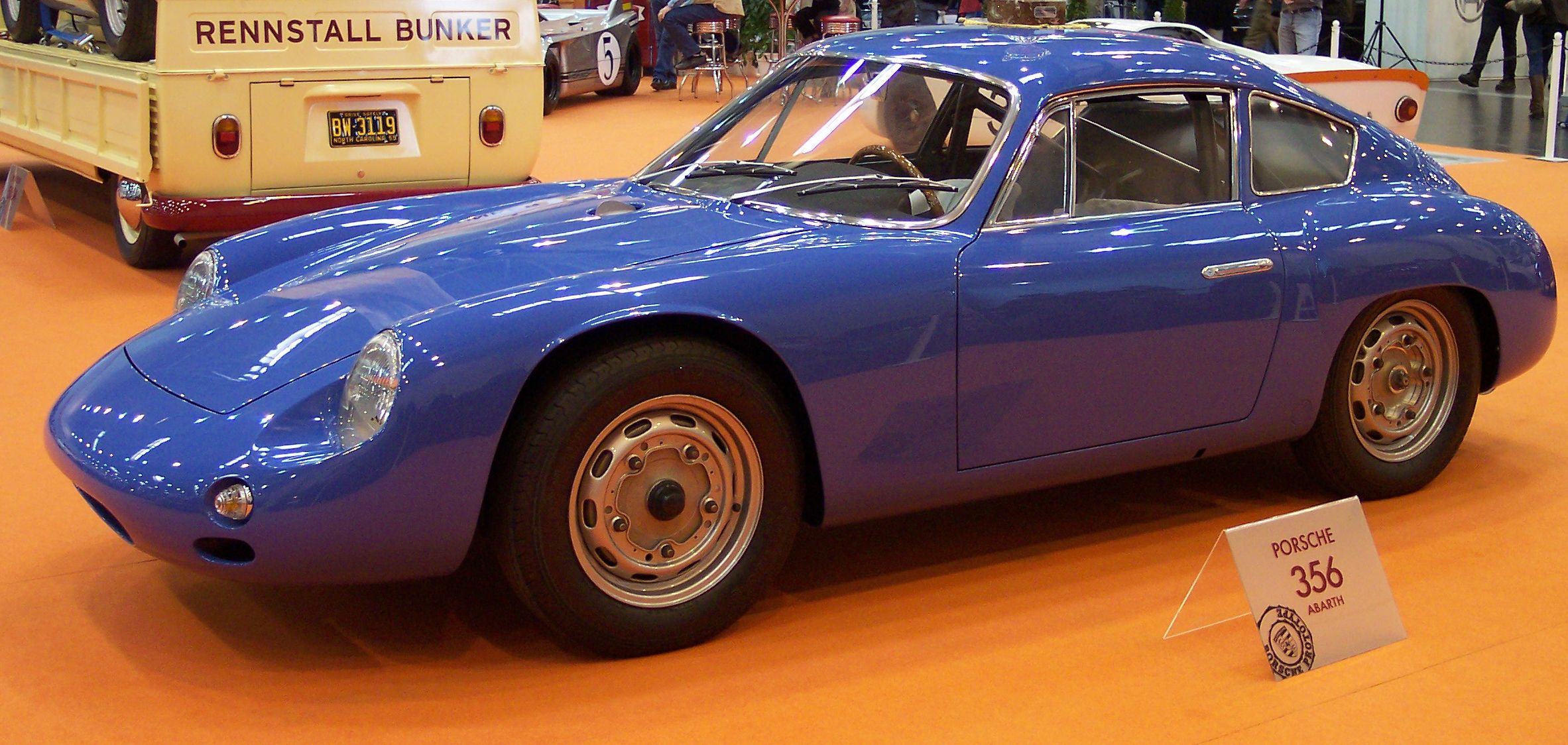
Porsche 356 B Carrera Abarth GTL

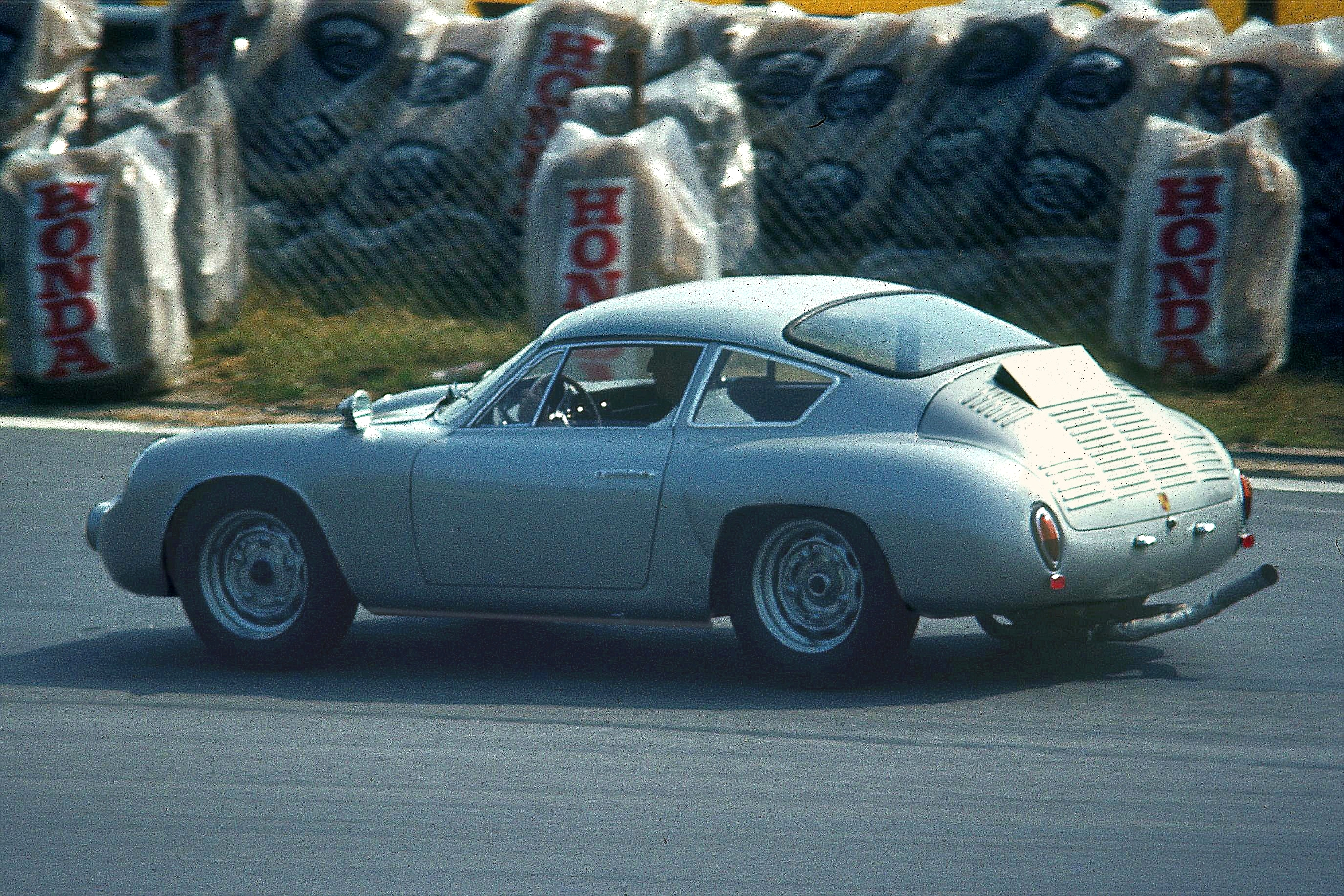
Demonstration eines Carrera Abarth 1981 auf dem Nürburgring

Das 400-km-Rennen von Bridgehampton 1962, auch Double 400 (Grand Touring 2000), Bridgehampton, für GT-Rennwagen bis 2-Liter-Hubraum fand am 15. September 1962 auf dem Bridgehampton Race Circuit statt und war der 13. Wertungslauf der Sportwagen-Weltmeisterschaft dieses Jahres.

## Das Rennen
Aus dem Bridgehampton-Straßenkurs wurde 1953 eine permanente Rennstrecke, auf der bis 1971 Sportwagenrennen ausgetragen wurden. 1962 gab es auf der Bahn innerhalb von zwei Tagen zwei Wertungsläufe der Weltmeisterschaft. Das erste Rennen war GT-Fahrzeugen bis maximal 2 Liter Hubraum vorbehalten, die in zwei Rennklassen antraten. Die Gesamtwertung gewann Bob Holbert auf einem Porsche 356 B Carrera Abarth GTL. In der Klasse bis 1 Liter Hubraum blieb Bob Grossman im Fiat-Abarth 1000 siegreich.

## Ergebnisse

### Schlussklassement
| 1           | GT 2.0 | 31 | Chuck Cassel           | Bob Holbert                             | Porsche 356 B Carrera Abarth GTL | 86 |
| 2           | GT 2.0 | 77 | Bruce Jennings         | Bruce Jennings                          | Porsche 356 B 1600 GS Carrera    | 85 |
| 3           | GT 1.0 | 9  | Bob Grossman           | Bob Grossman                            | Fiat-Abarth 1000                 | 85 |
| 4           | GT 1.0 | 60 | Briggs Cunningham      | Walt Hansgen                            | Fiat-Abarth 1000                 | 85 |
| 5           | GT 2.0 | 83 | Martini & Rossi        | Paul Richards                           | Alfa Romeo Giulietta SZ          | 84 |
| 6           | GT 2.0 | 82 | Martini & Rossi        | Charlie Kolb                            | Alfa Romeo Giulietta SZ          | 83 |
| 7           | GT 2.0 | 21 | Elaine Hoffman         | Fred Hoffman                            | Porsche 356 B 1600 GS Carrera    | 82 |
| 8           | GT 2.0 | 10 | George Fogg            | George Fogg Gaston Andrey               | Alfa Romeo Giulietta SZ          | 81 |
| 9           | GT 2.0 | 6  | Harry Theodoracopoulos | Harry Theodoracopoulos Freddie Barrette | Alfa Romeo Giulietta SZ          | 81 |
| 10          | GT 1.0 | 62 | Briggs Cunningham      | Ed Hugus                                | Fiat-Abarth 1000                 | 80 |
| 11          | GT 2.0 | 17 | R. M. Imports          | Ed Mottern Gordon MacKenzie             | TVR Grantura                     | 77 |
| 12          | GT 1.0 | 81 | Ruth Havemeyer         | Robert Weiser Allan Wylie               | Fiat-Abarth 750                  | 77 |
| 13          | GT 2.0 | 4  | Filippo Theodoli       | Filippo Theodoli Freddie Barrette       | Sunbeam Harrington               | 76 |
| 14          | GT 2.0 | 16 | R. M. Imports          | Sy Kaback Stan Sherman                  | TVR Grantura                     | 72 |
| 15          | GT 1.0 | 39 | Leonard Patterson      | Leonard Patterson Harry Fanelli         | Fiat-Abarth 750                  | 68 |
| 16          | GT 2.0 | 14 | Stefan Szwarce         | Stefan Szwarce                          | Porsche 356 B 1600 GS Carrera    | 62 |
| Ausgefallen |        |    |                        |                                         |                                  |    |
| 17          | GT 1.0 | 1  | Rod Harmon             | Rod Harmon                              | Fiat-Abarth 850                  |    |
| 18          | GT 2.0 | 3  | Art Riley              | Art Riley                               | Volvo P1800                      |    |
| 19          | GT 2.0 | 7  | Competition Imports    | Joe Buzzetta                            | Porsche 356 B 1600 GS Carrera    |    |
| 20          | GT 2.0 | 15 | R. M. Imports          | Mark Donohue Mike Rothschild            | TVR Grantura                     |    |
| 21          | GT 1.0 | 41 | Elaine Hoffman         | Vic Meinhardt                           | Turner 950 Sports                |    |
| 22          | GT 1.0 | 61 | Briggs Cunningham      | Roger Penske                            | Fiat-Abarth 1000                 |    |

### Nur in der Meldeliste
Hier finden sich Teams, Fahrer und Fahrzeuge, die ursprünglich für das Rennen gemeldet waren, aber aus den unterschiedlichsten Gründen daran nicht teilnahmen.
| Pos. | Klasse | Nr. | Team                       | Fahrer                         | Chassis                        |
| ---- | ------ | --- | -------------------------- | ------------------------------ | ------------------------------ |
| 23   | GT 1.0 | 5   | Frank Mabry                | Denise McCluggage              | Austin-Healey Speedwell Sprite |
| 24   | GT 2.0 | 18  | Anthony Koshland           | Anthony Koshland Charlie Hayes | Alfa Romeo Giulietta           |
| 25   | GT 2.0 | 28  | William Haenalt            | William Haenalt George Powers  | Porsche 356                    |
| 26   | GT 2.0 | 69  | North American Racing Team | George Arents Robert Publicker | Osca 1600GT                    |
| 26   | GT 2.0 | 78  | Bruce Jennings             | Duncan Black                   | Porsche 356 B 1600 GS Carrera  |

### Klassensieger
| Klasse | Fahrer       | Fahrzeug                         | Platzierung im Gesamtklassement |
| ------ | ------------ | -------------------------------- | ------------------------------- |
| GT 2.0 | Bob Holbert  | Porsche 356 B Carrera Abarth GTL | Gesamtsieg                      |
| GT 1.0 | Bob Grossman | Fiat-Abarth 1000                 | Rang 3                          |

### Renndaten
- Gemeldet: 26
- Gestartet: 22
- Gewertet: 16
- Rennklassen: 2
- Zuschauer: unbekannt
- Wetter am Renntag: kalt und trocken
- Streckenlänge: 4,603 km
- Fahrzeit des Siegerteams: 3:01:16,600 Stunden
- Gesamtrunden des Siegerteams: 86
- Gesamtdistanz des Siegerteams: 395,834 km
- Siegerschnitt: 131,015 km/h
- Pole Position: unbekannt
- Schnellste Rennrunde: Bob Holbert – Porsche 356 B Carrera Abarth GTL (#31) – 2:03,200 = 134,495 km/h
- Rennserie: 13. Lauf zur Sportwagen-Weltmeisterschaft 1962